# 윤인구 (1903년)
윤인구(尹仁駒, 1903년 12월 19일 (1903년 음력 11월 1일) - 1986년 1월 25일)는 경상남도 부산 출신의 대한민국의 종교인이자 교육자이다. 부산대학교 설립자이자 초대 총장, 연세대 3대 총장을 지냈다.

1956년 부산대학교 중심에 채플 건물을 세우다. 윤인구 설계

윤인구는 '독립운동을 후원했던 영남 최고의 가문' 부 윤상은, 모 박영자의 장남으로 1903년 출생하였다.
윤인구는 명문가의 자손이었다. 그의 부친 윤상은(1887~1984)은 은행경영가, 행정관료, 교육가 등 여러 분야에서 근대를 개척하고 경영했던 부산의 대표적 선각자다. 윤상은은 1907년 사립 구포구명학교를 세웠고 이듬해 지방 금융기관의 효시인 구포은행을 설립했다. 윤인구의 할아버지는 동래부사·사천군수를 지낸 윤홍석이다. 외할아버지는 부산 최초의 근대학교인 개성학교(부산상업학교의 전신)를 세우고 1898년 한국 민간철도회사를 만들어 철도왕이란 별명을 얻은 박기종(1839~1907)이다. 이러한 집안 내력 때문에 윤인구는 일찍이 일본과 구미에서 수학하며 근대 문명에 눈을 뜰 수 있었다.
16세에 3.1 운동 삐라 구포로 배달하여 동래고보에서 퇴학을 당했으며, 이후 일본 메이지 학원 신학부와 미국 프린스턴 신학대학원을 졸업했으며, 영국 에든버러 신학대학원을 수료하였다.
1931년 경남 지역 3대 교회 중 하나였던 진주 옥봉리교회에 부임, 4년간 교회를 섬겼다.그는 자신의 좌우명을 "진리를 알지니 진리가 너희를 자유롭게하리라"로 삼고, 진리로 많은 그시대의 청년들에게 진정한 진리안에서 자유를 획득하게 하는 교육적, 종교적 소명의 길을 걸어갔다.

윤인구가 일본 메이지 학원 신학대학생 시절, "진리는 너희를 자유케하리라"를 자신의 좌우명으로 생각하고 자신의 앨범에 붓글씨로 적어 간직하였다.

귀국 후 28세(1931)의 나이에 경남 3대 교회 중 하나인 진주교회 목사로 부임하였고, 32세(1935년) 마산복음농업실수학교 교장으로 부임 농촌교회 사역자와 농촌지도자 양성을 꾀한 것은 개인적 사역에서 민족인재 기르기로 방향을 전환한 셈이었다.
38세(1941)에는 조선신학원을 설립하였고, 일제 말기 일제의 민족 지도자 예비 검속으로 치안유지법 등 7 개의 죄목으로 50일간 용산 유치장에서 수감되었다.
해방 직후 미군정과의 치열한 협의를 통해 국립부산대학을 설립하기로 합의하였으며, 흩어진 대학 설립 기성회의 힘을 하나로 모으고 부산시민의 힘을 통합하여 마침내 1946년 5월 15일에 국립부산대학을 개교하게 되었다. 이는 해방후 설립된 첫 국립대학이자 민립대학이 되었다.  시민들의 힘으로 대학의 설립자금을 모으고 국가에 기증하여 해방 이후 우리나라 첫 국립대학교가 태어난 것은 매우 큰 의미가 있다.
6.25가 터지자 피난 온 대학을 하나로 모아 전시 연합대학을 만들어 대학의 명맥을 이었으며, 종전 이후 1953년 종합대학 승격 후에는 부산대학교의 초대 총장으로 임명받았다. 당시 미군 군수기지 사령관 위트컴 장군과 만나 그림 (대학배치도) 한 장을 팔고 지금의 대학부지 (당시 벽촌인 동래군 북면 장전리, 지금의 부산시 금정구 장전동) 50만평을 받게 된 일화는 유명하다. 이는 장군이 이승만 대통령과 경상남도 도지사를 설득하여 무상으로 기증 받게 해 준 것이었다.

이 부지 위에 구 대학본관 (현 부산대 인문관)과 무지개문을 건립하였다. ‘인문관’과 ‘무지개문 및 옛 수위실’은 2014년 10월 30일 문화재로 등록됐다. 문화재로 등록된 건물은 한국 현대건축의 선구자로 유명한 김중업(1922~1988) 선생의 작품으로, 그의 초기 건축 특성을 잘 보여주는 대표작이란 점에서 가치를 인정받았다. 

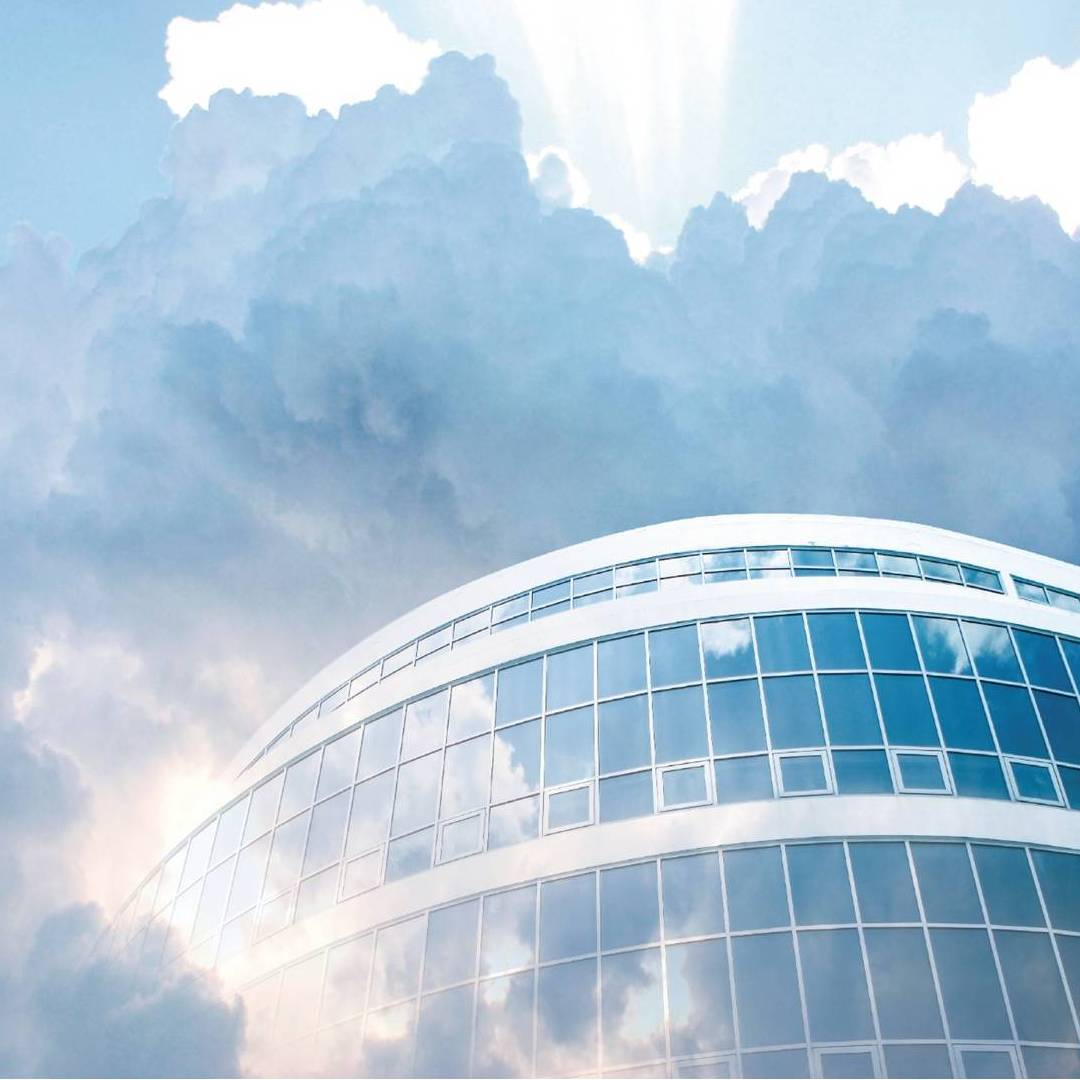
윤인구가 디자인한 부산대학교 인문관에 그가 평생 노래하던 하늘의 광명이 임한 것을 표현함

광복교회, 소정교회 등을 설립하였으며, 연세대학교의 제3대 총장도 역임하였다..
1960년 5월 부산대 총장을 사임할 때까지 교육재건에 공로를 세워 경남교육회의 특별공로상(1958)과 부산시문화상(1959)을 수상하였다.
부인은 방덕수. 1923년 여름 부산 초량교회에서 만나 사랑을 키워 아내가 된 여자다.

## 학력
- 1919년 3.1 운동 가담으로 동래고등보통학교 퇴학
- 1929년 일본 메이지 학원 신학부 졸업
- 1930년 미국 프린스턴 신학대학원 석사 졸업
- 1931년 영국 에딘버러 대학교 대학원 수료
- 1958년 미국 휴론대학교 명예 신학박사
- 1963년 일본 도쿄신학대학 명예 신학박사
- 1966년 부산대학교 명예 문학박사

## 경력
- 1931년 진주장로교회 전도사
- 1932년 진주장로교회 목사
- 1935년 마산복음농업실수학교 교장마산복음농협학교 교장  시절의 윤인구 내외
- 1941년 조선신학원 교장

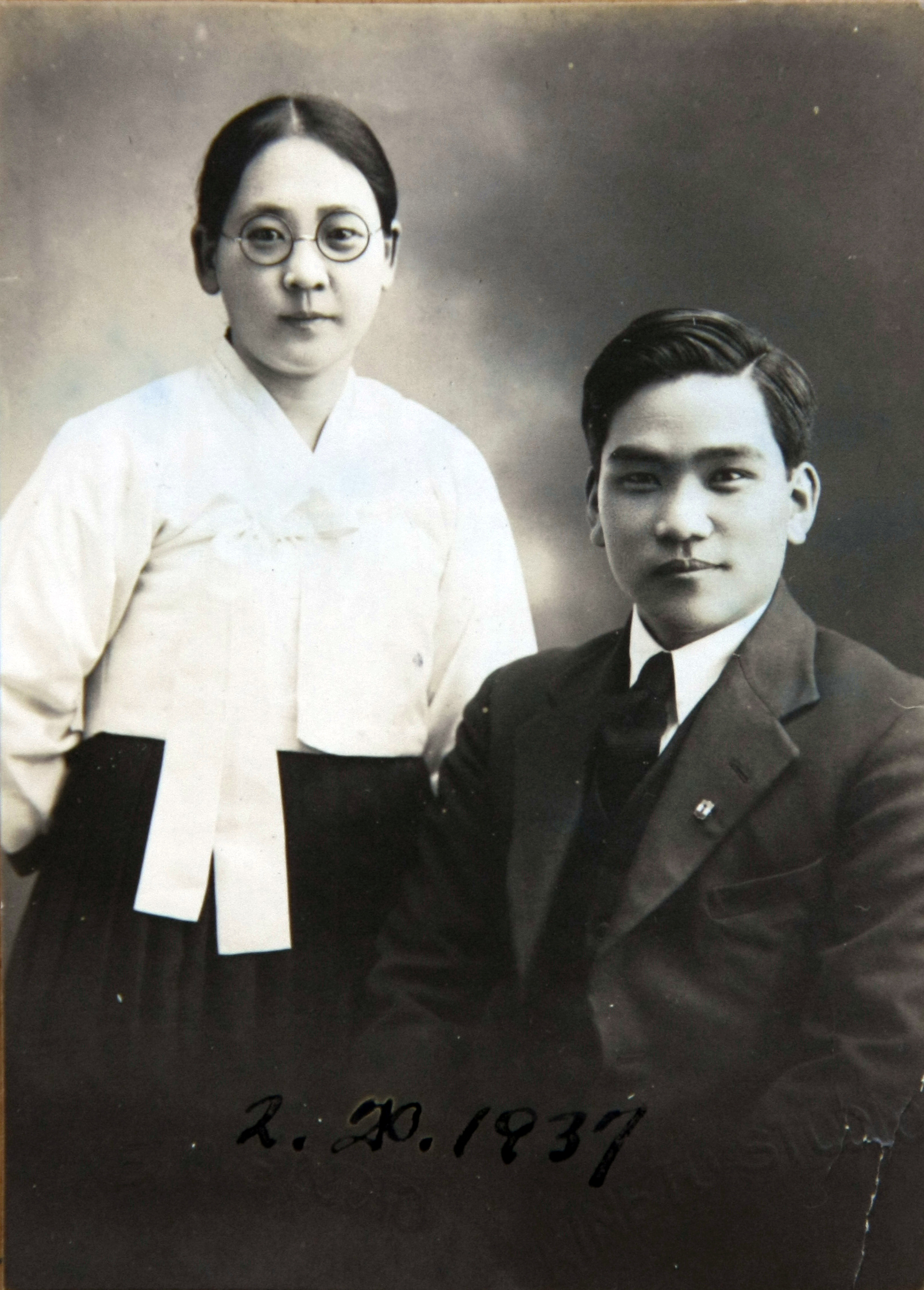
마산복음농협학교 교장 시절의 윤인구 내외

- 1945년 미군정청 경상남도 내무부 학무과장
- 1945년 부산광복교회 설립
- 1946년 국립부산대학 설립·부산사범학교 교장
- 1953년 부산대학교 초대 총장
- 1958년 소정교회 설립
- 1961년 연세대학교 3대 총장
- 1969년 부산신학교 교장
- 1970년 영남신학교 명예교장
- 1973년 통일주체국민회의 대의원

## 참고 자료

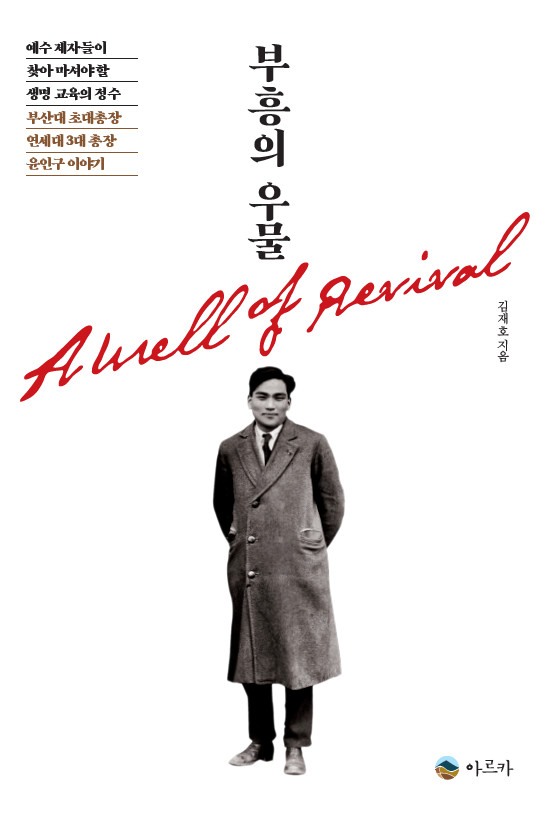
윤인구의 지워진 역사를 찾아낸 과정을 기록하고, 윤인구가 우리나라 교육의 본질을 회복하기 위한 부흥의 우물임을 알려줌

- 윤인구와 부산대 건립 스토리 홈페이지
- 부산대 인문관의 비밀 다큐
- 윤인구 보관됨 2015-06-12 - 웨이백 머신 - 연세대학교
- 부흥의 우물: 부산대 초대총장 윤인구 박사 이야기, 김재호 저, 아르카 2018 보관됨 2021-02-28 - 웨이백 머신윤인구의 지워진 역사를 찾아낸 과정을 기록하고, 윤인구가 우리나라 교육의 본질을 회복하기 위한 부흥의 우물임을 알려줌